# H. P. Lovecraft
Howard Phillips Lovecraft (/ˈlʌvkræft, -ˌkrɑːft/; sinh ngày 20 tháng 8 năm 1890 - mất ngày 15 tháng 3 năm 1937) là một nhà văn người Mỹ đạt nhiều thành công trong thể loại truyện kinh dị giả tưởng. Trước khi mất trong nghèo khổ, các tác phẩm của ông vô danh và chỉ được đăng trên các tạp chí giả tưởng. Ngày nay, ông được đánh giá là một trong những nhà văn vĩ đại nhất thế kỷ 20 trong thể loại truyện kinh dị. Tên tuổi ông gắn với vũ trụ hư cấu Cthulhu Mythos với các quái vật kinh dị, trong đó có giống loài Cthulhu.

## Tiểu sử

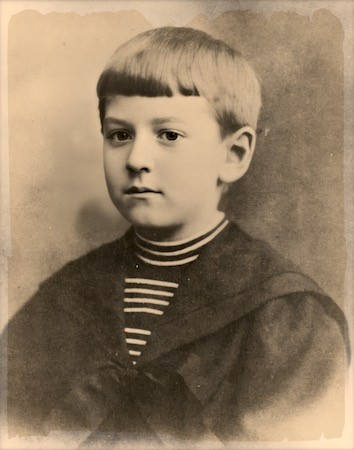
Howard Phillips Lovecraft khi còn nhỏ,1900

Lovecraft sinh ra ở Providence, Rhode Island, nơi ông sống phần lớn cuộc đời mình. Ông là con một của Winfield Scott Lovecraft và Sarah Susan, cả hai là người gốc Anh. Bố ông phải nhập viện tâm thần khi ông mới 3 tuổi. Ông ngoại của ông, Whipple Van Phillips, một doanh nhân giàu có, thường hay kể chuyện cho cháu nghe và trở thành nguồn ảnh hưởng sâu sắc đối với Lovecraft. Lovecraft bắt đầu sáng tác những câu chuyện kinh dị sơ khai khi vừa lên tám. Tuy tài năng nhưng Lovecraft cực kỳ nhạy cảm. Mẹ ông thích chê ông xấu xí, bảo rằng ông là con gái và bắt ông phải mặc đồ con gái cho tới khi ông lên sáu.
Bạn bè Lovecraft thường châm chọc ông vì điều này, khiến cho Lovecraft mắc chứng lo lắng thái quá và không dám ra ngoài. Lên trung cấp, ông đã hình thành mối quan hệ tốt hơn với bạn học. Ông cũng khuyến khích trẻ em trong khu phố với việc xây dựng một dự án "vững niềm tin", chỉ tiếc là dự án này ngừng hoạt động khi ông 17 tuổi. Dù rời trường năm 1908 mà không tốt nghiệp (ông không giỏi về toán học), Lovecraft đã bộc lộ sự thông thạo về sử học, ngôn ngữ học, hóa học và thiên văn học.
Mặc dù ông dường như đã có một cuộc sống xã hội, tham dự các cuộc hội họp của câu lạc bộ dành cho thanh niên địa phương, Lovecraft, ở tuổi mới trưởng thành, hình thành một cách sống tách biệt, không nghề nghiệp hay yêu đương. Năm 1913, đóng góp của ông trong một cuộc tranh luận dài dòng đăng trên trang chữ của một tạp chí truyện dẫn đến việc ông được mời tham gia một hiệp hội báo chí nghiệp dư. Được khuyến khích, ông bắt đầu phát hành truyện của mình; năm 31 tuổi ông công bố truyện đầu tiên trên một tạp chí chuyên nghiệp. Về tình yêu, địa điểm hẹn hò ưa thích của Lovecraft lại là nghĩa trang. Lovecraft kết hôn với Sonia Greene, một người phụ nữ lớn tuổi hơn mà ông đã gặp tại một hội nghị của hiệp hội.
Đến khi 34 tuổi, ông là một nhà văn có đóng góp thường xuyên cho tạp chí mới thành lập Weird Tales; song, ông đã từ chối lời đề nghị trở thành biên tập viên. Lovecraft trở lại Providence từ New York vào năm 1926 và, trong chín tháng tiếp theo, ông đã cho ra đời một số truyện nổi tiếng nhất của ông, trong đó có "Tiếng gọi Cthulhu", gắn với tích về loài Cthulhu. Không thể kiếm đủ sống từ nghề nhà văn và biên tập viên, Lovecraft thấy sự thành công về kinh tế đang ngày càng trốn tránh ông trong giai đoạn sau này, một phần vì ông thiếu sự tự tin và nỗ lực thúc đẩy bản thân mình. Ông sống trong hoàn cảnh túng thiếu dần trong những năm cuối đời; tài sản thừa kế của ông đã hoàn toàn cạn kiệt khi ông qua đời ở tuổi 46.

## Một số tác phẩm

### Tiểu thuyết
- Cuộc phiêu lưu trong mơ ở miền Kadath bí ẩn
- Nơi dãy núi điên dại
- Bóng tối bao trùm Innsmouth

### Truyện ngắn
- Ngôi mộ
- Hồi ức của tiến sĩ Samuel Johnson
- Ký ức
- Lũ mèo của Ulthar
- Lũ chuột trong tường
- Nỗi kinh hoàng của Red Hook
- Tiếng gọi Cthulhu
- Kẻ thì thầm trong bóng tối
- Thơ: Nấm từ Yuggoth

### Luận văn
- Kinh dị siêu nhiên trong văn học
- Tới Quebec và các vì sao

## Sách tham khảo
- Dziemianowicz, Stefan (ngày 12 tháng 7 năm 2010), "Terror Eternal: The enduring popularity of H. P. Lovecraft", Publishers Weekly
- Extract from H P Lovecraft: Against the World, Against Life by Michel Houellebecq
- "H. P. Lovecraft's Afterlife" Lưu trữ ngày 30 tháng 12 năm 2010 tại Wayback Machine by John J. Miller of the Wall Street Journal
- Michael Saler (2011). As If: Modern Enchantment and the Literary Prehistory of Virtual Reality. Oxford University Press. ISBN 0199887802.
- Sante, Luc (ngày 19 tháng 10 năm 2006), "The Heroic Nerd", The New York Review of Books, quyển 53 số 16, New York, tr. 37
- Joshi, S. T. (1996). A Subtler Magick: The Writings and Philosophy of H. P. Lovecraft (ấn bản thứ 3). Wildside Press LLC. ISBN 1-880448-61-0.
- Joshi, S. T.; Schultz, David E. (2001). An H. P. Lovecraft Encyclopedia. Greenwood Publishing Group.